# استان گواناکاسته
گواناکاسته (به انگلیسی: Guanacaste) یکی از استان‌های کشور کاستاریکا است که در شمال‌غرب این کشور و در امتداد اقیانوس آرام واقع شده است. این استان از شمال با کشور نیکاراگوئه، از شرق با استان الاهوئلا و از جنوب‌شرق به استان پونتارناس محدود شده و هم‌مرز است. گواناکاسته بیشترین پراکندگی جمعیت را در میان تمام استان‌های کشور کاستاریکا دارای می‌باشد. این استان وسعتی به مساحت ۱۰٬۱۴۱ کیلومترمربع را دربر می‌گیرد و جمعیت آن در سال ۲۰۱۰، بالغ بر ۳۲۶٬۹۵۳ نفر بوده است.

شهر لیبریا مرکز این استان می‌باشد.

## مناقشه ارضی
در روز ۱۵ سپتامبر سال ۱۸۲۱ میلادی هنگامی که مرزهای دو کشور کاستاریکا و نیکاراگوئه مشخص شد، گواناسکاته تحت قلمرو نیکاراگوئه درآمد اما کاستاریکا که موافق این امر نبود، برای الحاق شهرهای مرزی این منطقه به خاک خود، در آنجا همه‌پرسی برگزار کرد.
سرانجام برای حل تنشهای مرزی، دولتهای وقت نیکاراگوئه و کاستاریکا، پیمان کانیاس - خرز را در مجالس خود امضا کردند که بر اساس آن، نیکاراگوئه الحاق گواناسکاته به کاستاریکا را به رسمیت می‌شناخت.
اما تقریباً یک دهه بعد، نیکاراگوئه اعتراضات خود را علیه مشروعیت این توافق دوجانبه آغاز کرد و پس از آنکه دو طرف نتوانستند اختلافات خود را در این زمینه حل کنند، تصمیم گرفتند داوری در این زمینه را به دولت آمریکا واگذار کنند و واشینگتن نیز پیمان امضاشده قبلی را تأیید کرد.
با این حال، نیکاراگوئه هرگز به این وضعیت رضایت نداده و تصمیم گرفت در این منطقه مرزی که در جنوب کشورش قرار دارد، یک جاده بسازد. با اعلام این تصمیم، تنش‌ها بار دیگر میان ماناگوا و سان خوزه شدت گرفت. مقام‌های کاستاریکا در همین زمینه از نیکاراگوئه نزد دادگاه بین‌المللی لاهه شکایت کرده‌اند.